# Diario El Chubut
Diario El Chubut es un periódico argentino editado en la ciudad de Trelew, Provincia del Chubut. Integra una cadena junto con la emisora de radio 90.1 MHz, FM El Chubut. Además de su sede en Trelew, también posee agencias en Esquel y Puerto Madryn, en esta última ciudad el diario edita una "versión" para esta.

## Historia

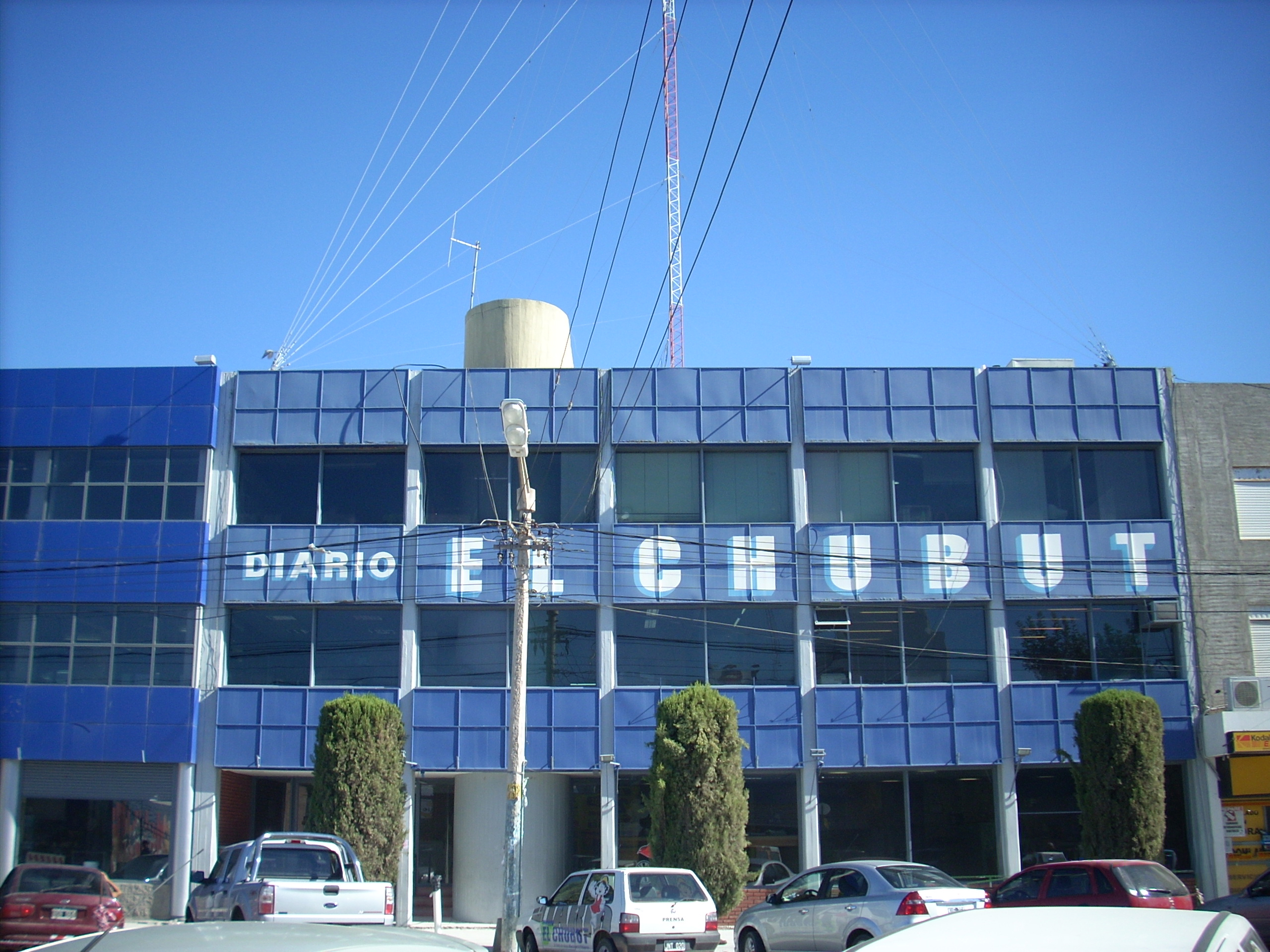
Sede en Trelew.

El diario es publicado por primera vez el 1 de febrero de 1971, siendo propiedad de Mariano Merayo, existiendo hasta 1973. El diario vuelve a publicarse el 10 de octubre de 1975, siendo refundado por José María Sáez, quien se desempeñó como director, y Atilio Oscar Viglione, quienes compraron las instalaciones con la firma Impresora Chubutense S.R.L.

## Secciones
El periódico tiene ediciones diferentes:
- »Regionales
- »Fúnebres
- »Policiales
- »Deportes
- »El País y el Mundo
- »Clasificados
- »El Chubutín (suplemento infantil)